# Zbrodnia w Sołotwinie
Zbrodnia w Sołotwinie – zbrodnia dokonana 6 kwietnia 1944 r. przez nacjonalistów ukraińskich na ludności narodowości polskiej. Miejscem zbrodni była Sołotwina w gminie Sołotwina, w powiecie nadwórniańskim województwa stanisławowskiego.
Napadu na wieś dokonali banderowcy, którzy ograbili i spalili część polskich domów oraz zabili co najmniej 38 osób. Janusz Stankiewicz uważa, że wśród ofiar zbrodni w Sołotwinie znalazł się m.in. były oficer Policji Państwowej Julian Urbanowski.